# Zum wiedererbauten Tempel der Bruderliebe

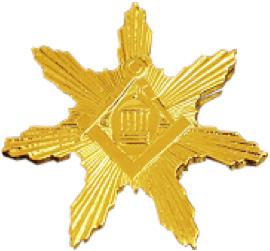
Bijou der Wormser Freimaurerloge Zum wiedererbauten Tempel der Bruderliebe i. O. Worms

Die Johannisloge Zum wiedererbauten Tempel der Bruderliebe i. O. Worms, kurz TdB, ist die älteste arbeitende Freimaurerloge in Rheinland-Pfalz. Geführt wird sie als Nr. 135 der VGLvD, also der Vereinigten Großlogen von Deutschland.

## Bijou
Das Bijou der Loge Zum wiedererbauten Tempel der Bruderliebe beinhaltet im Zentrum ein Monopteros, dem sogenannten Tempel. Dieser wird umringt von Zirkel und rechtem Winkel. Die Sonnenstrahlen verdeutlichen die Warmherzigkeit, die von den Brüdern der Loge ausgeht.

## Geschichte
1779 bildeten Brüder aus Mannheim, Frankenthal, Heidelberg und Worms einen maurerischen Verein. Aus ihm entwickelte sich im Jahre 1781 im Orient Worms eine Loge mit dem Namen Johannes zur brüderlichen Liebe. Die Große Schottische Direktorialloge „Joseph zum Reichsadler“ in Wetzlar verlieh ihr eine Konstitutionsurkunde und am 27. April 1781 erfolgte die feierliche Installierung. Meister vom Stuhl war Freiherr Wolfgang Heribert von Dalberg, Kurpfälzischer Geheimrat, Hofkammervizepräsident und Ritter des St. Joseph- und Maltheserordens. Deputierter Meister vom Stuhl war Christoph Heinrich Clausius, Ratsherr zu Worms. Zugegen waren Freimaurer aus Neustadt, Bad Kreuznach, Zweibrücken, Frankfurt am Main, Lauterberg, Speyer, Mainz, Bruchsal und Mannheim. Die Mitglieder der neuen Wormser Loge kauften für 1725 Gulden ein Haus in der Landkutschengasse in Worms. Mit vollendetem Umbau erfolgte die Lichteinbringung. Lange Zeit blieb dieses Haus die Bauhütte der Wormser Freimaurer, bis es im Zweiten Weltkrieg zerstört wurde. 
Nach einer Unterbrechung im Jahr 1808 wurde die Loge unter dem Grand Orient de France 1811 als Loge „Du Temple réédifié à l’amitié fraternelle“ reaktiviert; 1816 trennte sie sich von Paris und nahm den deutschen Name „Zum wiedererbauten Tempel der brüderlichen Liebe“ bzw. „der Bruderliebe“ an. Der Sieg über Napoleon hatte zur Folge, dass der Einfluss des Grand Orient de France in den damals besetzten Gebieten erlosch.
Bei der Suche nach einem Anschluss fanden sie diesen im neuen Landesherrn, dem Großherzog Ludwig I. von Hessen-Darmstadt, der bereits seit 1771 Freimaurer war. Es erfolgte ein Affiliationsvertrag mit der Großen Provinzial- und Direktorialloge des Eklektischen Bundes in Frankfurt am Main zum 25. Mai 1817. Diese Großloge legte 1848 ihr christliches Prinzip ab und ließ damit die Auf- und Annahme von Nichtchristen zu. Aufgrund einer Kabinettsorder musste die Wormser Loge 1859 zur christlichen Großen Freimaurerloge „Zur Eintracht“ in Darmstadt wechseln. Dabei wurde ihr als liberale Loge der Sonderstatus zugestanden, weiterhin Nichtchristen aufnehmen zu dürfen. 
Nach 1933 wurden das Inventar, die Bibliothek und das Archiv der Loge zerstört. Die Wiedererweckung der Bauhütte erfolgte bei dem Besuch des Großmeisters Theodor Vogel am 30. Oktober 1949.

## Bekannte Mitglieder
- Wolfgang Heribert von Dalberg, Intendant des Mannheimer Nationaltheaters, Mitbegründer und erster Meister vom Stuhl der Wormser Loge
- Johann Friedrich Hugo von Dalberg, Domkapitular und Schriftsteller, Gründungsmitglied der Wormser Loge
- Georg Friedrich von Zentner, Juraprofessor und Politiker, Gründungsmitglied der Wormser Loge
- Georg von Wedekind, Arzt und Revolutionär
- Friedrich Lehne, Professor der Schönen Wissenschaften am Mainzer Lyzeum und Publizist
- Ferdinand von Loehr, Mediziner und Politiker
- Johann Adam Schlesinger, Maler
- Ferdinand Freiligrath, Lyriker, Dichter und Übersetzer
- Karl August Brodrück, Offizier und Militärhistoriker
- Wilhelm Valckenberg, Politiker und Weinhändler, Meister vom Stuhl (1835–1840)
- Friedrich Gernsheim, Pianist, Dirigent, Komponist und Musikpädagoge
- Franz Staudinger, Gymnasiallehrer und Philosoph, Meister vom Stuhl (1893–1896)